# اوریم (یوتا)
اوریم (به انگلیسی: Orem) شهری در ایالت یوتا کشور ایالات متحده آمریکا است که جمعیت آن در سرشماری سال ۲۰۱۰ میلادی، ۸۸٬۳۲۸ نفر بوده‌است.